# Liparis hirtzii
Liparis hirtzii är en orkidéart som beskrevs av Dodson. Liparis hirtzii ingår i släktet gulyxnen, och familjen orkidéer. Inga underarter finns listade i Catalogue of Life.